# Sally Wheeler
Sally Wheeler (Winter Haven, 19 maggio 1970) è un'attrice statunitense.
Studia sia negli Stati Uniti che in Inghilterra.
Ha ottenuto grande visibilità grazie alla serie televisiva Two of a kind (in Italia Due gemelle e una tata) recitando la parte di un'eccentrica tata accanto alle gemelle Olsen ed a Christopher Sieber.
Ha esperienza nel cinema, nel mondo dei film e delle serie tv, ma anche nei teatri.